# Puttu

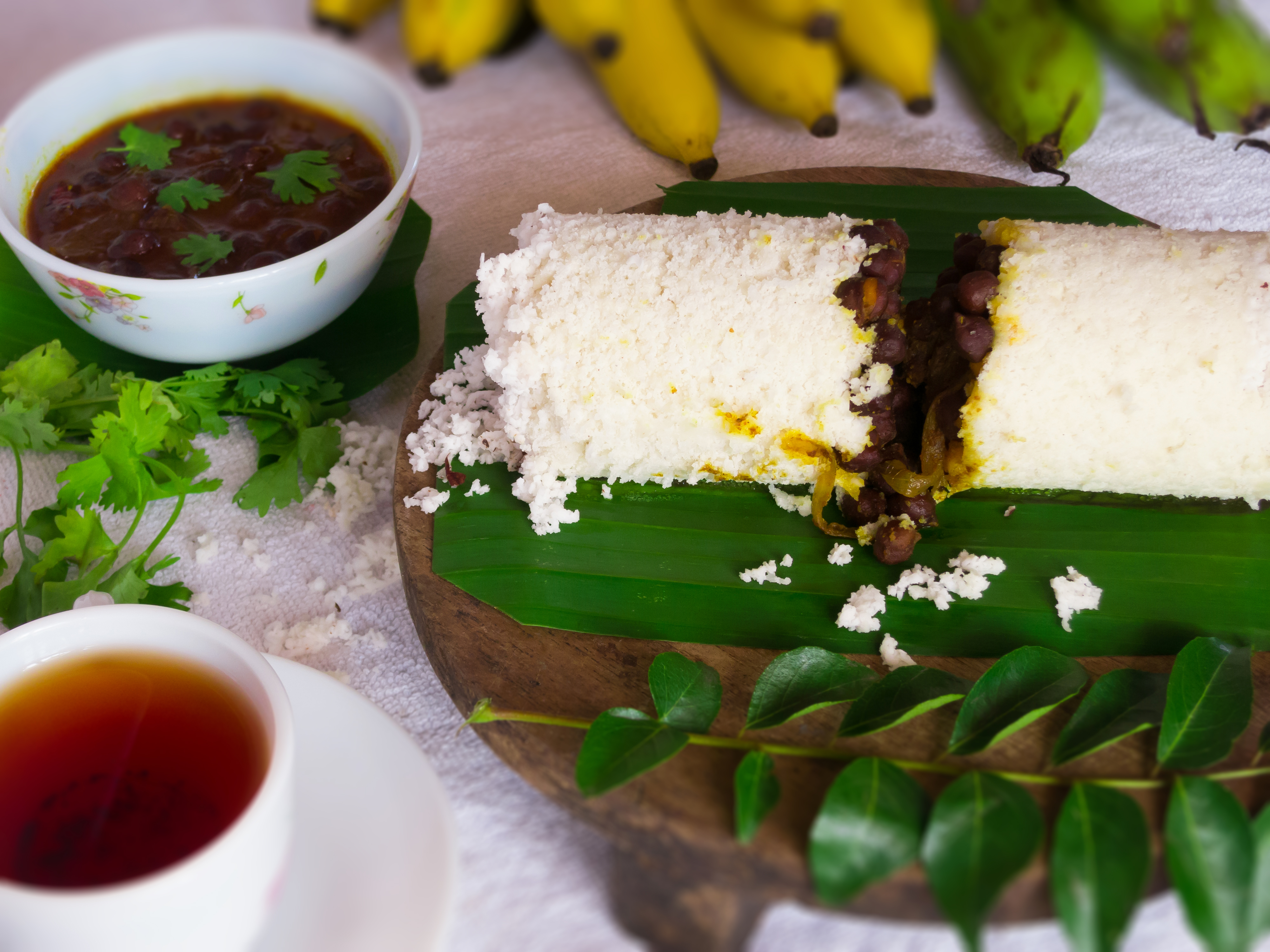
Puttu mit Kichererbsen, Bananen und Tee.

Puttu (Malayalam: പുട്ട്, Tamil: புட்டு) ist ein Gericht der indischen Küche, das besonders im südindischen Bundesstaat Kerala sowie in Tamil Nadu, Andhra Pradesh und Sri Lanka verbreitet ist. Es handelt sich dabei um gedämpfte Küchlein, die traditionell aus grobem Reismehl und Kokosnuss zubereitet und mit Bananen, Kichererbsen (Kadala Curry) und Papadam zum Frühstück serviert werden. Darüber hinaus existieren zahlreiche Variationen; bis hin zu süßen Puttu mit Jaggery, Ghee und Kardamom. In Kerala besitzt Puttu den Status eines Nationalgerichts.

## Zubereitung
Zur Zubereitung von Puttu wird in der Regel geröstetes Reis-, aber auch Weizen- oder Fingerhirsemehl angefeuchtet, zwischen Kokosnussraspeln in einen Puttu-Kocher geschichtet und schließlich für wenige Minuten gedämpft.
Der Puttu-Kocher besteht dabei aus zwei Segmenten. Im unteren Teil wird Wasser zum Kochen gebracht, wodurch der Wasserdampf im oberen Aufsatz die Puttu gart. Es existieren verschiedene Varianten von Puttu-Kochern, wobei zylinderförmige Aufsätze am weitesten verbreitet sind und den Puttu ihre charakteristische Form verleihen.